# Krasnogorodskij rajon
Il Krasnogorodskij rajon (in russo Красногородский район?) è un rajon dell'Oblast' di Pskov, nella Russia europea. Istituito nel 1927, il cui capoluogo è Krasnogorodsk.